# Италија на Летњим олимпијским играма 1896.
Италија је била једна од 14 земаља учесница на Олимпијским играма 1896 у Атини, и једна од четири земље које нису освојиле медаље уз Шведску, Чиле и Бугарску.
Италију је представљао само један такмичар који се такмичио у стрељаштву.
На играма је требало да учествује и атлетичар Карло Аиролди, али је дисквалификован пре почетка такмичења јер је прекршио правила аматеризма пошто је на некој трци примио новчану награду, што је у то време нарочито у атлетици било строго забрањено.

### Стрељаштво
| Дисциплина     | Место | Стрелац         | Резултат  | Хитаца    |
| -------------- | ----- | --------------- | --------- | --------- |
| Војничка пушка | 14-41 | Ђузепе Ривабела | непознато | непознато |